# Gran Canaria
Gran Canaria je třetí největší ostrov Kanárských ostrovů. Nachází se východně od Tenerife a západně od ostrova Fuerteventura. Ostrov je sopečného původu. Jeho rozloha činí 1 560 km², nejvyšší bod Pico de Las Nieves se nachází v nadmořské výšce 1 949 m. Ostrov má okrouhlý tvar s průměrem asi 50 km a po obvodu měří 236 kilometrů (50 km tvoří pláže). Žije zde okolo 850 000 obyvatel, z toho 382 300 (2014) v hlavním městě Las Palmas de Gran Canaria. Tento krásný ostrov je známou turistickou destinací.
V Las Palmas mají i mezinárodní letiště Aeropuerto de Gran Canaria.

## Geografie

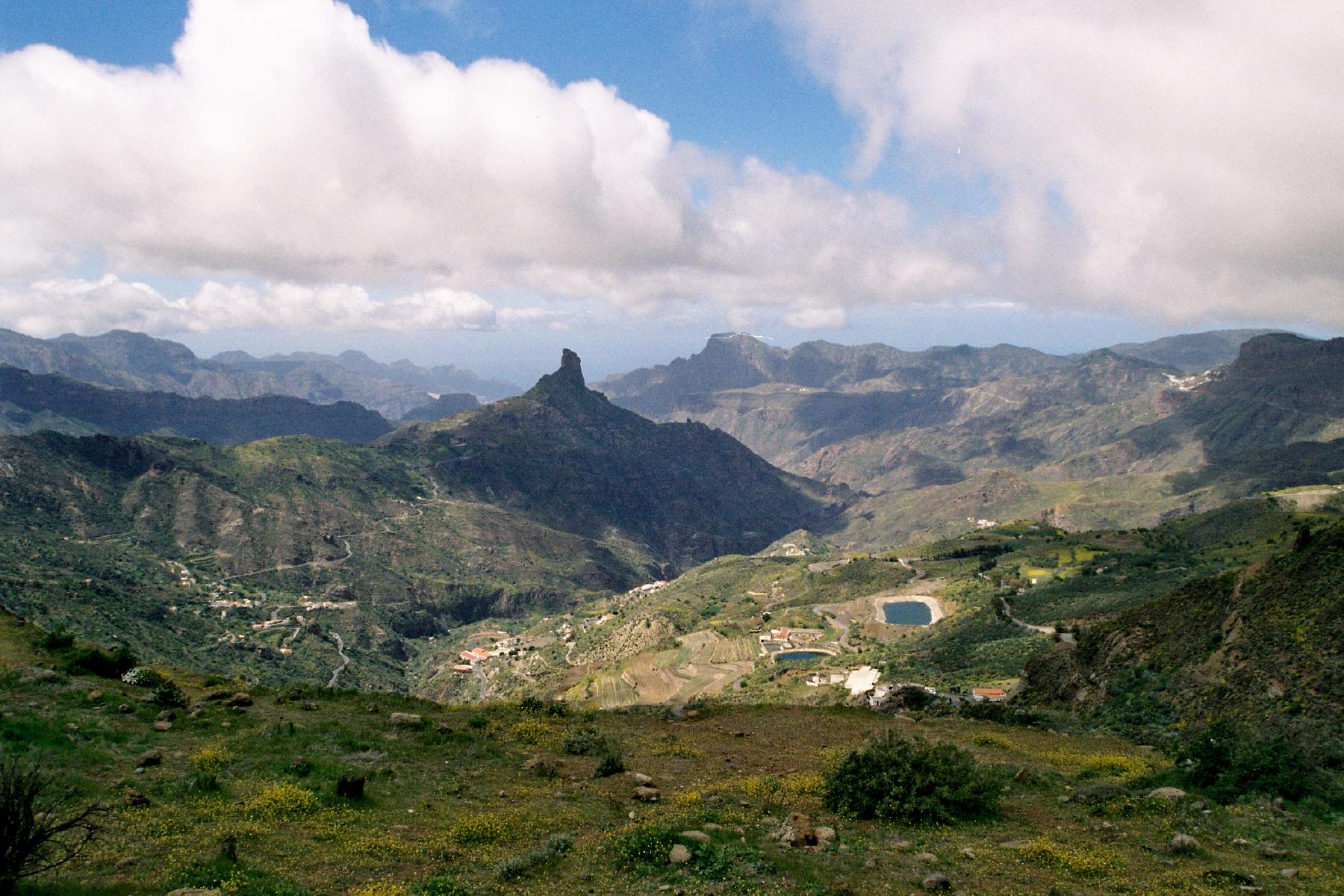
Roque Bentayga, vnitrozemí

Ostrov Gran Canaria leží přibližně uprostřed Kanárského souostroví a je převážně hornatý. S rozlohou 1560 km² je třetím největším ostrovem souostroví. S počtem asi 850 000 obyvatel jen těsně zaostává za nejlidnatějším Tenerife (zhruba 900 000) a obdobně jako tento nejrozlehlejší kanárský ostrov vykazuje i značně nerovnoměrné osídlení – skoro polovina obyvatel žije v největším městě Las Palmas de Gran Canaria. Hlavní pohoří s nejvyšším vrcholem ostrova Pico de la Nieves (1 949 m) se nachází v centrální části, ve vnitrozemí. Směrem k pobřeží vedou hluboké kaňony (např. na východě ostrova Barranco de Guayadeque) a reliéf postupně klesá. Ostrov lze, jak z geografického, tak z podnebného hlediska, rozdělit na dvě části. Severní a západní část je strmá a skalnatá, podnebí je zde vlhčí, půda úrodnější. Jižní a východní část Gran Canarie se naopak postupně svažuje k moři.
Podnebí je zde suché a horké. Zde se také nachází ohnisko turistického ruchu. V okolí jednoho z hlavních letovisek Maspalomas jsou podél moře písečné duny – chráněná přírodní rezervace Dunas de Maspalomas, s rozlohou 250 hektarů. Některé duny dosahují výšky až 30 metrů.
Fauna a flora Gran Canarie je jedinečná, protože Kanárské ostrovy nebyly nikdy spojeny s pevninou.

## Administrativní členění
Dělí se na 21 obcí (municipios):

Mapa obcí

| - Agaete - Agüimes - Artenara - Arucas - Firgas - Gáldar - Ingenio | - Mogán - Moya - Las Palmas de Gran Canaria - San Bartolomé de Tirajana - San Nicolás de Tolentino - Santa Brígida - Santa Lucía de Tirajana | - Santa Maria de Guía de Gran Canaria - Tejeda - Telde - Teror - Valleseco - Valsequillo de Gran Canaria - Vega de San Mateo |

## Turismus
I z hlediska turismu lze ostrov rozdělit na severní a jižní část. V severní části žije většina místních obyvatel, leží zde hlavní město ostrova (a také Kanárských ostrovů) Las Palmas a nachází se zde také menší města s koloniální historií. V jižní části ostrova se nachází turistická letoviska a písečné pláže.

### Jih ostrova

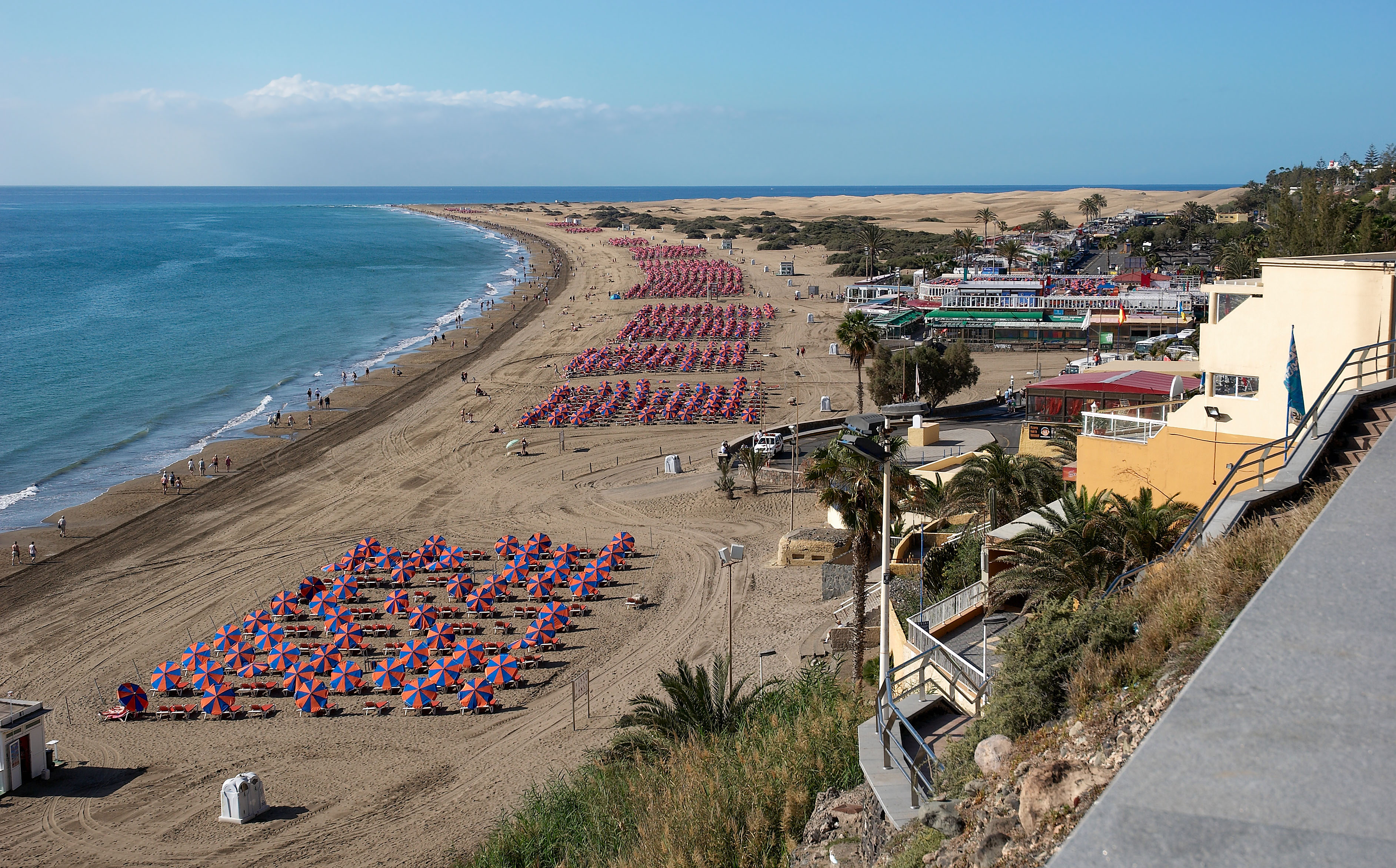
Playa del Inglés

Turisty nejnavštěvovanějšími letovisky na jihu ostrova jsou bezpochyby San Augustín, Playa del Inglés a Maspalomas. Tato letoviska jsou z letiště, které se nachází jižně od Las Palmas, pohodlně dostupná po moderní dálnici do cca 45 minut.
San Augustín je spíše klidnější letovisko s apartmánovými komplexy, ideální pro klientelu vyhledávající klid a odpočinek.
Oproti tomu Playa del Inglés je mezi mladými vyhlášené svým bohatým nočním životem a zábavou mj. gay community. Letovisko je typické také hotelovými komplexy a nákupními středisky. Playa del Inglés ve španělštině znamená "Anglická pláž".
Dalším oblíbeným místem je letovisko Puerto Rico, odkud turisté mohou podnikat výlety lodí, které houfně nabízejí zdejší výletní společnosti. Je možné si zde i najmout vlastní loď a vydat se tak například na rybolov, který je ve zdejších vodách ideální.
Podél pobřeží dále na západ je řada menších letovisek, tuto řadu uzavírá překrásné městečko Puerto de Mogán, typické tradičními městskými domy obrostlými bugainvíliemi, úzkými uličkami a pěkným přístavištěm.

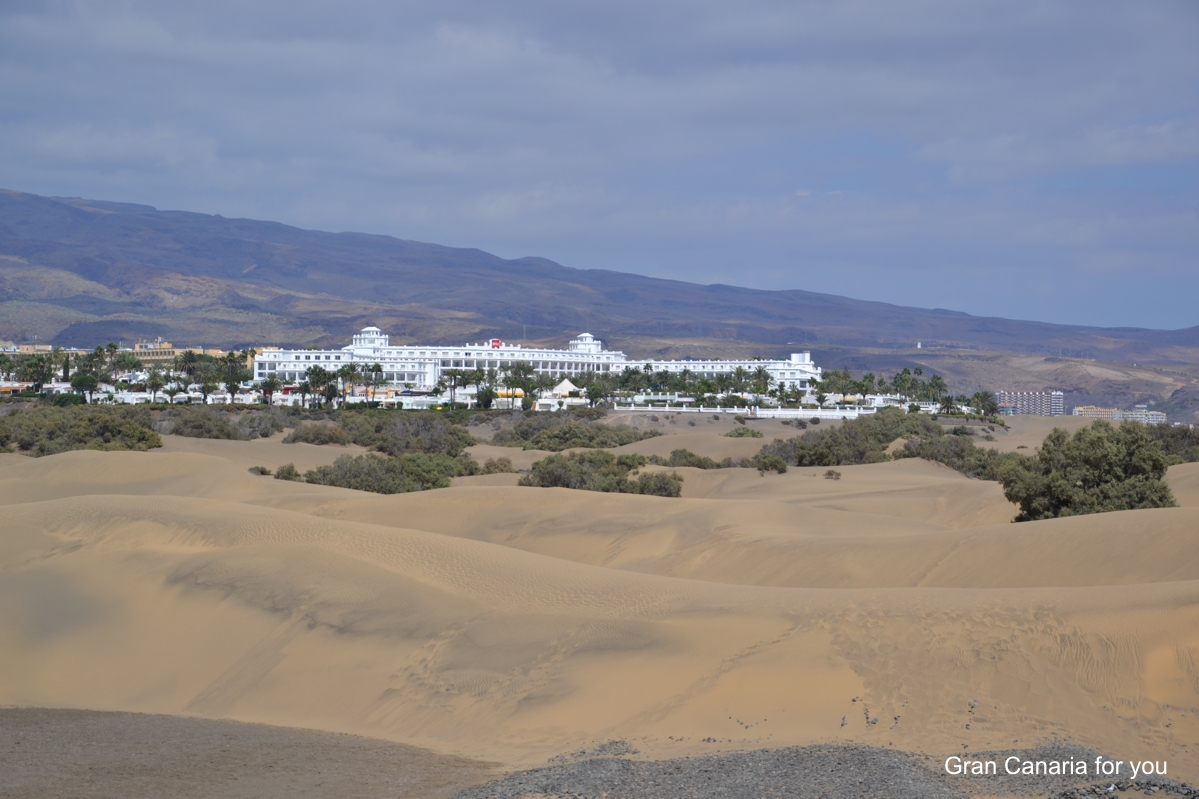
Playa del Inglés - Dunas Maspalomas

- Playa del Inglés - Dunas MaspalomasMaspalomas
- Playa del Inglés
- Puerto Rico
- Puerto de Mogán

### Sever ostrova a vnitrozemí

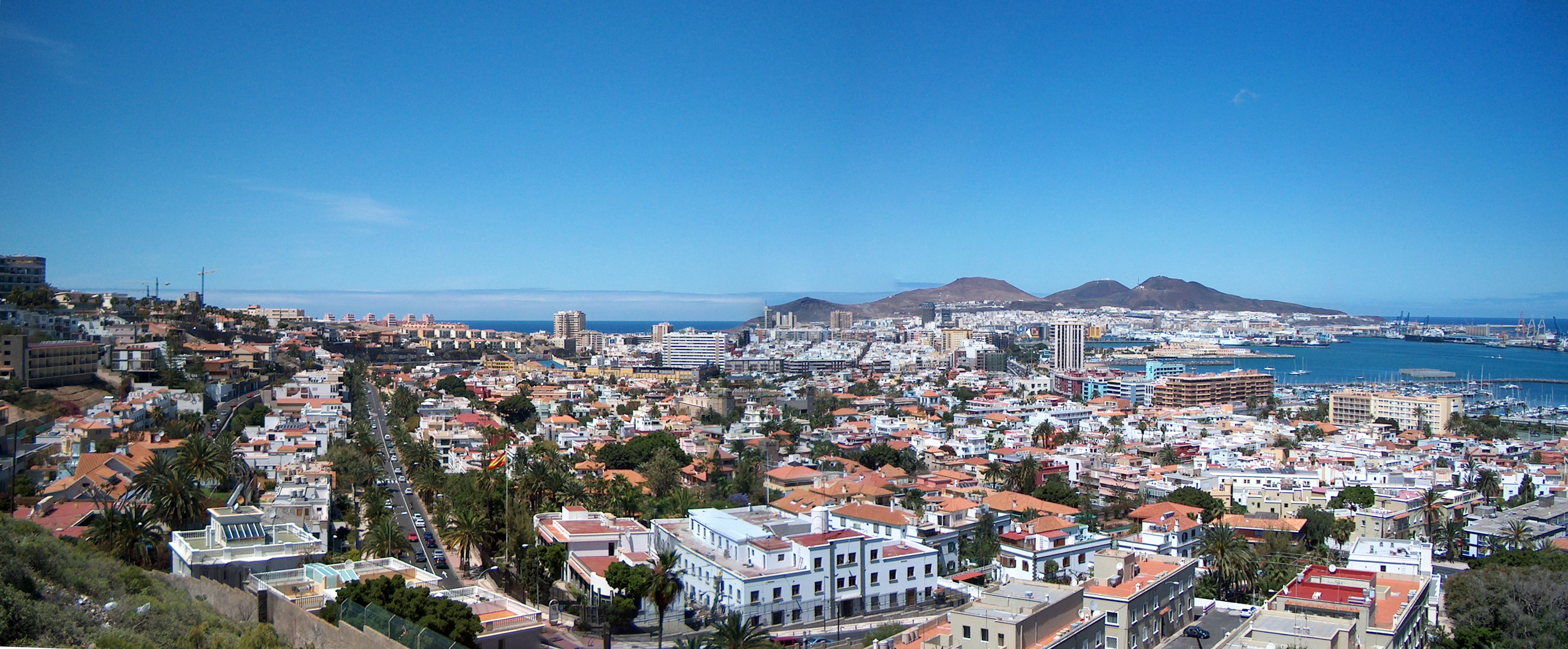
Las Palmas de Gran Canaria

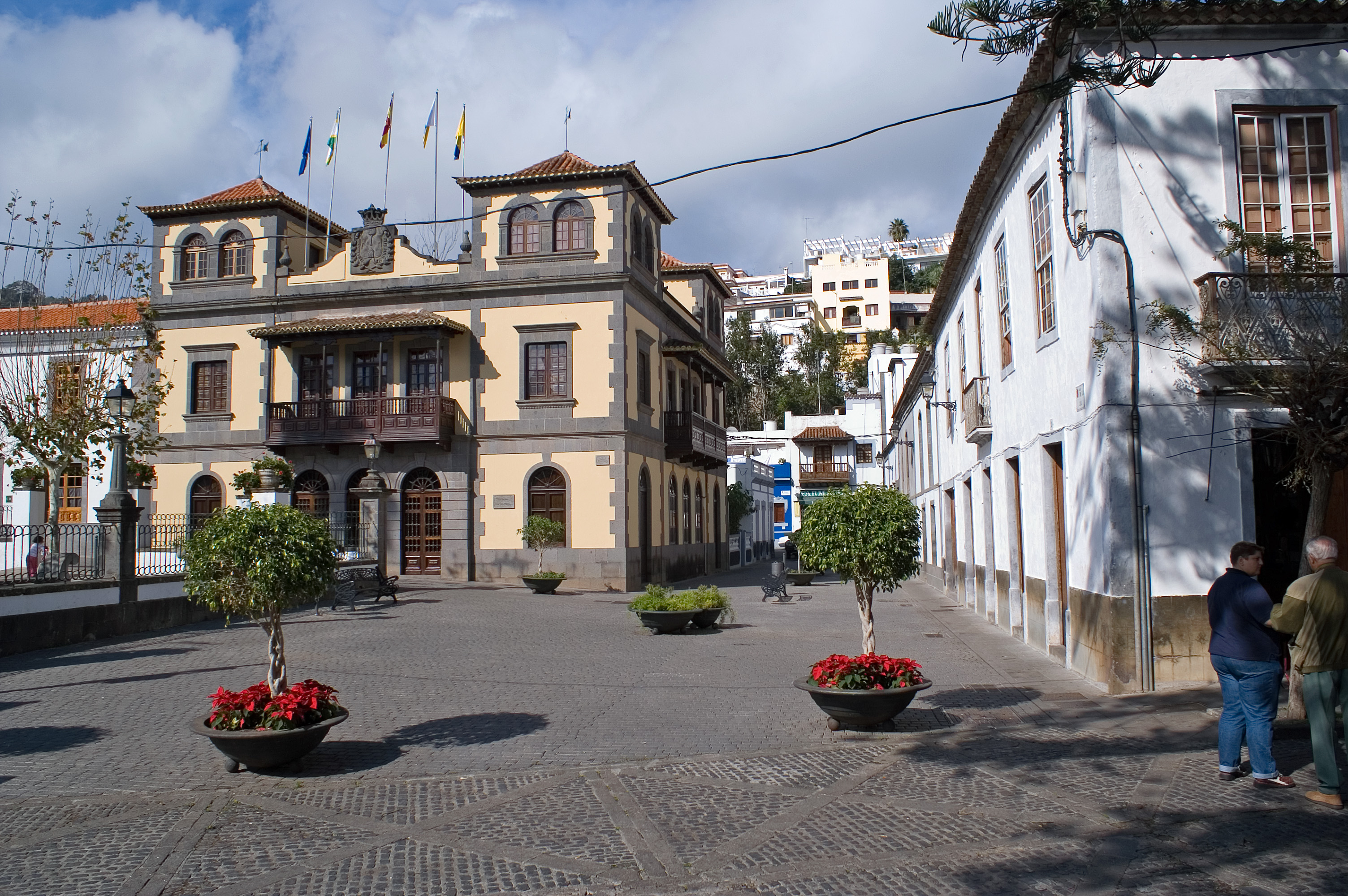
Teror

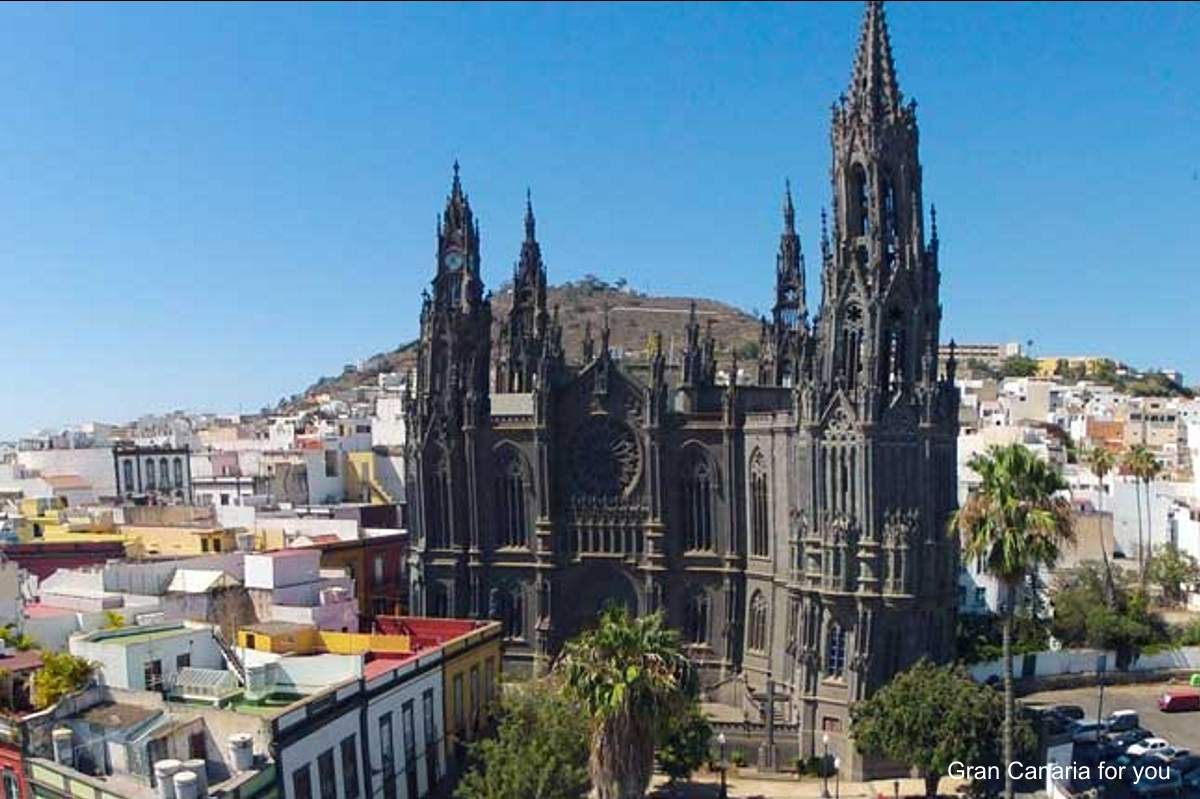
Arucas, San Juan Bautista

Obyvatelé ostrova Gran Canaria v drtivé většině obývají právě sever ostrova, kde se také nachází hlavní město Las Palmas.
Střed ostrova je hornatý, nachází se zde ovšem řada výhledů na krásnou krajinu. Nejvyhledávanější vyhlídkou je Cruz de Tejeda ve výšce 1 463 m, odkud se nabízí panorama skalních formací (posvátná místa domorodých Guančů) - skalnatý vrchol Roque Nublo (1 817 m) a vrchol Roque Bentaiga. Typickým a hojně navštěvovaným městem vnitrozemí je poutní Teror se svými obílenými domy a bohatě zdobenými dřevěnými a kamennými balkony. Zdejší kostel Basílica Nuestra Seňora del Pino připomíná událost, kdy se na borovici v lese objevil obrázek Panny Marie. Věřící jej odnesli do kostela, ale druhý den se obrázek opět objevil zpět na borovici.

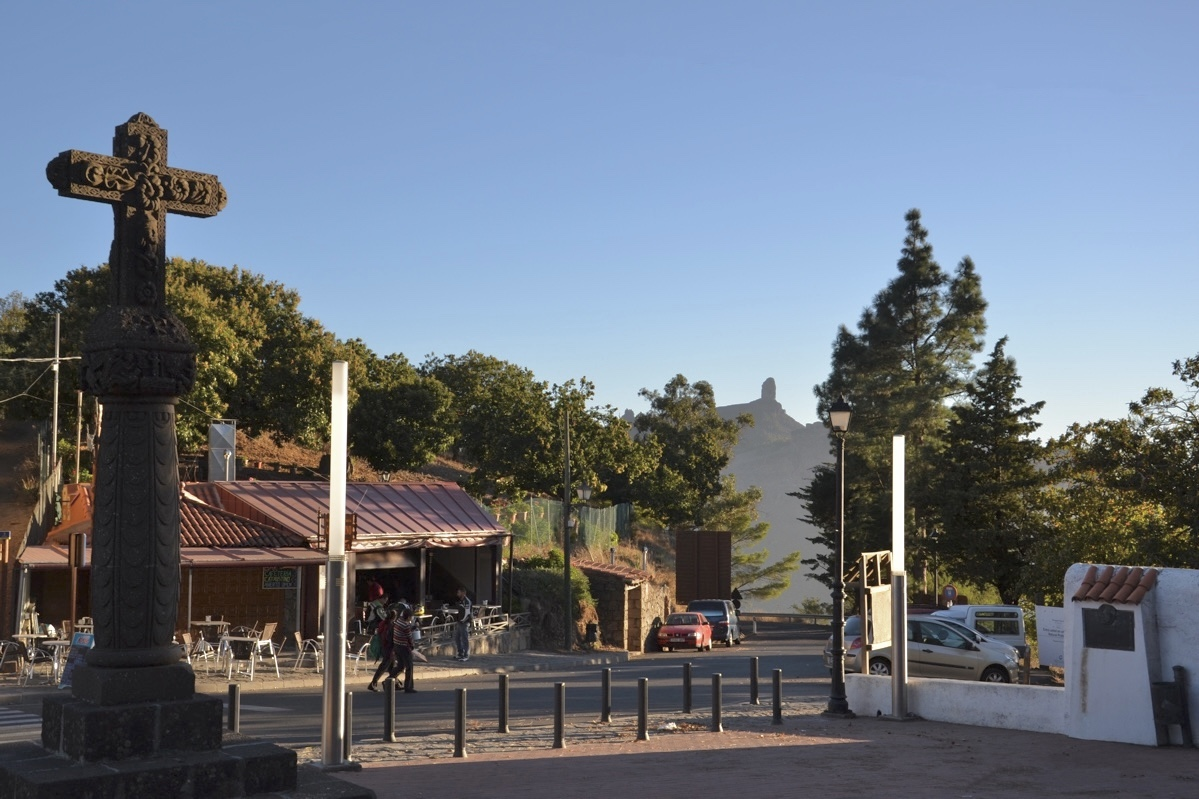
Cruz de Tejeda, v pozadí Roque Nublo

- Las Palmas de Gran Canaria
- Arucas
- Teror
- Agüimes
- Telde
- Agaete
- Santa Brígida